# Viện Kinh tế Việt Nam
Viện Kinh tế Việt Nam (tên giao dịch bằng tiếng Anh: Vietnam Institute of Economics, viết tắt là: VIE) là tổ chức nghiên cứu khoa học trực thuộc Viện Hàn lâm Khoa học xã hội Việt Nam. Viện này thành lập năm 1960. Chức năng của viện là nghiên cứu cơ bản về lí luận và thực tiễn chuyển đổi nền kinh tế Việt Nam nhằm hoạch định chính sách phát triển kinh tế - xã hội của Đảng Cộng sản Việt Nam và Nhà nước Việt Nam đồng thời đào tạo sau đại học ngành kinh tế học..

## Cơ cấu tổ chức
Bộ máy tổ chức của Viện Kinh tế Việt Nam gồm có:
- Trung tâm Phân tích và dự báo
- Trung tâm Kinh tế xanh và phát triển bền vững
- Phòng Kinh tế ngành
- Phòng Kinh tế phát triển
- Kinh tế vĩ mô và thể chế kinh tế
- Phòng Kinh tế vùng và địa phương
- Phòng Lý luận và lịch sử kinh tế
- Phòng Kinh tế quốc tế
- Phòng Hành chính - tổng hợp
- Tạp chí Nghiên cứu Kinh tế, Vietnam's Socio-Economic Development